# Violante de Vilaragut
Violante de Vilaragut (Violant de Vilaragut en catalán) (c. 1320 - c. 1372) fue reina consorte de Mallorca por matrimonio con Jaime III de Mallorca. 

## Trayectoria
Hija de Berenguer de Vilaragut y de Sarriá, señor de Sanmartí y de Subarita, vizconde de Omeladés, y de Saura de Mallorca, hija de Jaime II de Mallorca. Fue la segunda esposa de su primo Jaime III de Mallorca, con quien contrajo matrimonio el 10 de noviembre de 1347, tras la muerte de Constanza de Aragón y de Entenza, de la que fue acusada en cierta forma.
Violante sólo reinó durante tres años, mientras que su marido luchaba por recuperar el reino, perdido en 1345 frente a Pedro IV de Aragón. De su matrimonio con Jaime III nacieron 2 niñas, las cuales murieron en la infancia: Esclarmunda de Mallorca (1348-1349) y la infanta María de Mallorca (1349-1349).
Tras la batalla de Llucmajor de 1349, en la que murió Jaime III, Violante y los hijos de su esposo, Jaime e Isabel fueron hechos prisioneros por Pedro IV. Violante estuvo retenida junto a su hijastra Isabel, primero en el castillo de Bellver y posteriormente en el convento de Santa Clara de Valencia. El Papa y Juan II de Francia gestionaron su liberación.
Tras ser liberada, vivió en un castillo cerca de Montpellier y en 1353 se casó en segundas nupcias con el duque Otón IV de Brunswick, caballero fiel a Juan II de Francia.
Algunos historiadores de la literatura medieval han atribuido a Violante la autoría de uno de los poemas del Cancionero de Ripoll (Cançoneret de Ripoll), escrito durante la primera mitad del siglo XIV.